# Scottie Scott
Scottie Scott, cuyo nombre real era Margaret Scott Villalta (13 de diciembre de 1942-3 de marzo de 1996), fue una cantante y compositora chilena. Ganó el certamen internacional del Festival de Viña del Mar en 1969.

## Primeros años de vida
Fue hija de Percy Scott, hijo de inmigrantes escoceses, y de Aracelli Margarita Villalta Alcaíno, hija de padres peruanos y chilenos. Desde muy temprana edad, sintió la necesidad de expresarse a través de la música, que fue su pasión de vida y el pilar que sostuvo su existencia.
Scottie Scott estudió en el Saint Gabriel y luego en el Santiago College de donde egresó el año  1960. En aquella época, junto con un grupo de compañeras de colegio, nacieron sus primeras composiciones musicales.

## Carrera
Dio sus primeros pasos en el mundo artístico en el programa de radio El show efervescente de Yastá y posteriormente en el programa El calducho de Radio Portales. Realizó algunas presentaciones como cantante, sin embargo la composición era su fuerte.
Scottie era admiradora de María Pilar Larraín, compositora y directora de la Revista Ritmo a quien visitaba con su amiga y cantante Maitén Montenegro, en busca de oportunidades y consejo. También admiraba el arte de consagrados, tales como Luis Dimas, Cecilia Pantoja, Brenda Lee, Ray Charles y The Beatles a quienes encontraba extraordinarios.
Sus composición ingresaron a muchos jóvenes cantantes en los rankings de popularidad, entre ellos Willy Monty, Pat Henry, Sandy, Juan Carlos, Rodolfo, Luis Murúa, Cecilia, Gloria Aguirre, Los Picapiedras, Los Ecos, Jaime Soval, Los Ángeles Negros, entre otros. Participó como figura en la revista Cine Amor
De su intento como cantante, en 1966 grabó para el sello Philips las canciones «Los platillos voladores» y «Todos me dicen». Ese mismo año, asumió la dirección y producción de artistas del sello Vivart de Goluboff Industrias Fonográficas.
La «gringa», como la llamaban sus amigos, compuso también temas folclóricos excepcionales entre los que se destaca «El rin del artista» donde narra la difícil vida del oficio. En 1969, ganó el Festival Internacional de la Canción de Viña del Mar con el tema «Mira, mira», interpretado por Gloria Simonetti.
En 1970 el intérprete mexicano José José incluyó en su conocido disco blanco, la canción de Scottie «Mi Niña», colocándose por largo tiempo en los más altos niveles de popularidad de aquel país. Hasta la fecha se reconoce como uno de los temas icónicos del cantante.
En 1979 entregó a la entonces novel cantante chilena Andrea Tessa la canción «Decir te quiero» para participar en el certamen viñamarino y un tema onda disco titulado «Lost Love Concerto» en inglés a dúo con Juan Antonio Labra para el programa Lunes gala de Canal 13 UC. También ese mismo año, participó como compositora representando a Chile en el Festival de la OTI con la canción «La música» interpretada por Patricia Maldonado.

## Últimos años de vida y legado
Cantantes como Myriam Hernández, Alejandro de Rosas, Alberto Plaza, Pablo Abraira, Carmen Prieto, Claudio Escobar, Magdalena Matthey, Pancho Sazo, Illapu, Eduardo Valenzuela y otros conocen del talento de esta compositora sumando a su repertorio canciones de ella, incluyendo a Gloria Benavides cuya carrera musical está marcada de éxitos con base en las canciones compuestas por Scottie. 
Incluso también participó en 1976 en la grabación del primer álbum musical del cantautor de origen nicaragüense Hernaldo Zúñiga, Del arcoíris, una canción, en el cual colaboró tomando las fotografías del mismo.
De igual manera incursionó en el blues entregando «El blues del paseo Ahumada» a Catalina Telias. Luego compuso la que sería la canción central del Festival de Viña del Mar al ganar un concurso para sustituir la anterior. Puede decirse que Scottie fue una de las más valiosas colaboradoras que tuvo el Festival Internacional de la Canción de Viña Del Mar, siendo una gran asesora cuando se le solicitó; junto a Laura Gudack, escribió el libro La Gaviota de Viña del Mar.
De este modo, Scottie fue una de las precursoras de un movimiento musical que hizo historia y su aporte la hizo navegar en lo más profundo de su vocación, hasta culminar siendo creadora y fundadora de la Sociedad Chilena del Derecho de Autor (SCD), que vela por el derecho de autores y compositores chilenos.
Durante los años 1970, 1980 y 1990, Scottie realizó innumerables características musicales para teleseries, programas de televisión y el Festival de Viña del Mar.
Su lucha contra el cáncer también la llevó a idear y crear un fondo de ayuda para artistas con problemas de salud. Su muerte dejó un profundo dolor en la familia chilena que la vio durante años participar de los más importantes eventos de música.